# The Actor's Baby Carriage
The Actor's Baby Carriage è un cortometraggio muto del 1909  diretto da Gilbert M. 'Broncho Billy' Anderson.

## Produzione
Il film fu prodotto dalla Essanay Film Manufacturing Company.

## Distribuzione
Uscì nelle sale cinematografiche USA il 13 gennaio 1909. Nelle proiezioni, veniva programmato con il sistema dello split reel, accorpato in un'unica bobina con un altro cortometraggio prodotto dalla Essanay e diretto da Anderson, la commedia Professor's Love Tonic.